# Marta Soukupová

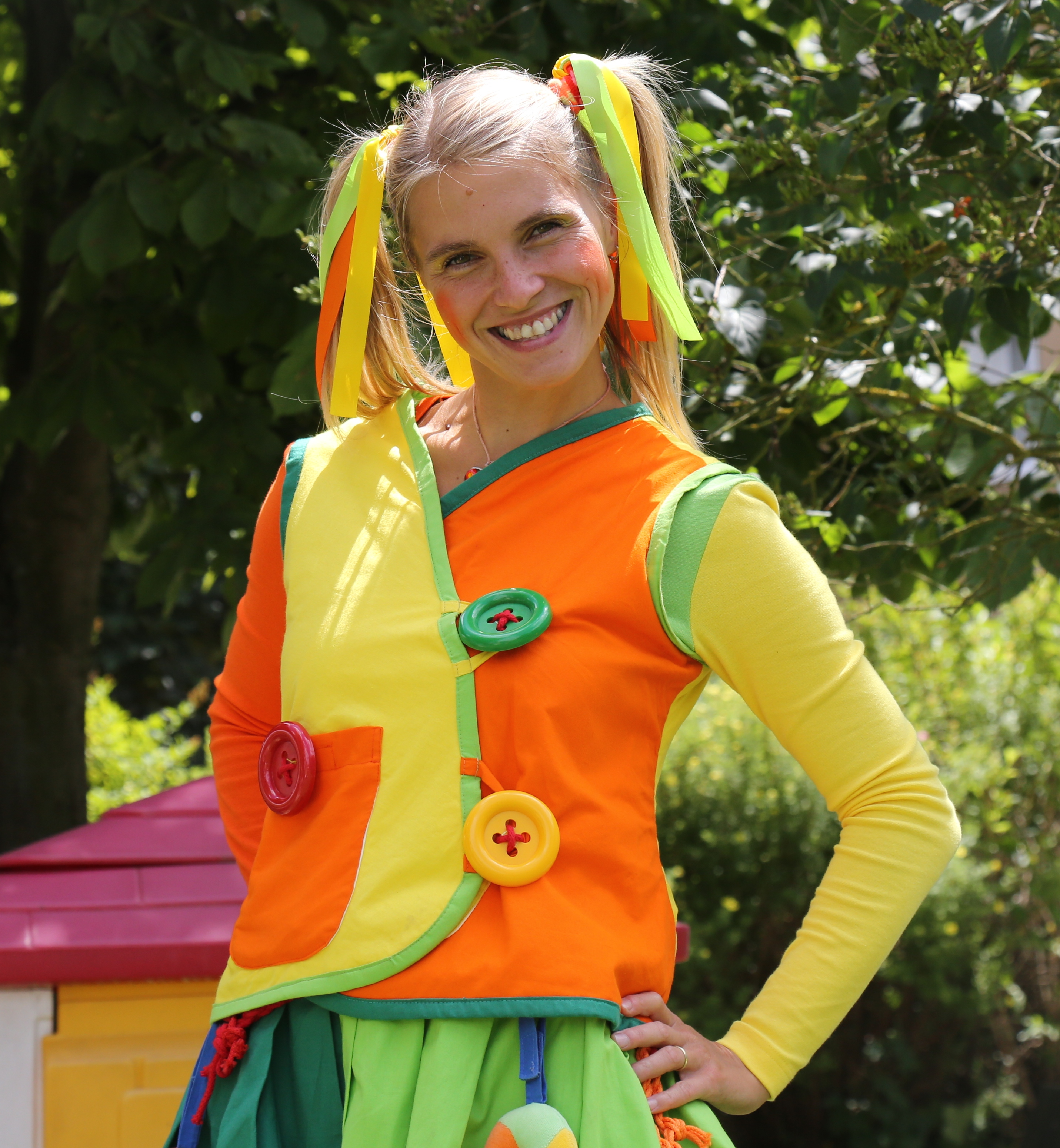
Marta Soukupová

Marta Soukupová (* 6. srpna 1985, Plzeň) je česká zpěvačka, skladatelka, textařka a hlavní představitelka fiktivní postavičky Culinka.

## Životopis
Marta Soukupová se narodila 6. srpna 1985 v Plzni. Vystudovala střední zdravotnickou školu. Od dvanácti let se věnovala hraní na kytaru, zpěvu a skládání písní.

### Působení
V letech 2003–2009 působila ve folkové skupině Tady to máš. V letech 2010 společně s Filipem Kratochvílem, Jindřichem Obstem, Michalem Jerglem a Janou Holou založila folkovou skupinu Čáry Máry Plzeň. V roce 2020 v hudební skupině přerušuje svou činnost na dobu neurčitou. Dále působí se svým manželem ve folkovém Duo My Tři.
Od roku 2011–2013 působila jako animátorka v Domě pohádek v Plzni.

### Culinka a tancohrátky
V roce 2017 se svým manželem Petrem Soukupem vytvořila nový projekt pro děti pod názvem Culinka a tancohrátky. Vzniká nová fiktivní postavička Culinka.
Od roku 2018 vystupuje s hudebně pohybovým pořadem pro děti.
V lednu 2018 vydala první CD Culinka a tancohrátky I., v listopadu 2019 druhé CD Culinka a tancohrátky II. a na jaře 2021 i třetí CD Culinka a tancohrátky III. a Culinčin notísek plný písniček a zábavy (zpěvník s notami ke všem třem CD).

### Diskografie
- Čáry Máry – Pevným krokem – rok vydání 2015 (vydavatelství AVIK)
- Culinka a tancohrátky I. – rok vydání 2018 (vydavatelství AVIK)
- Culinka a tancohrátky II. – rok vydání 2019 (vydavatelství AVIK)
- Culinka a tancohrátky III. – rok vydání 2021 (vydavatelství AVIK)